# Roland Wacławek
Roland Józef Wacławek (ur. 7 czerwca 1956) – polski informatyk, autor wielu publikacji książkowych oraz artykułów w czasopismach poświęconych komputerom i programowaniu, autor pierwszego tłumaczenia systemu Windows oraz edytora tekstu Microsoft Word na język polski. Od 28 lipca 1988 roku właściciel a od 1991 roku współwłaściciel wraz z żoną firmy a później spółki cywilnej Mikrowac (w prasie nazywanej czasami Microwac albo MicroVAC) zlokalizowanej w Siemianowicach Śląskich, pod której szyldem dokonywane było tworzenie i wydawanie pakietów tłumaczących obcojęzyczne oprogramowanie. Firma specjalizowała się także w tworzeniu polskojęzycznych podręczników do nauki programowania wyróżniając się wyjątkową obszernością oraz dołączaniem dyskietki z kodami źródłowymi. Od 21 listopada 2001 roku zastępca prezesa zarządu Adescom Sp. z o.o., producenta rozwiązań dla telefonii IP.
Wacławek ukończył studia na wydziale elektrycznym Politechniki Śląskiej uzyskując tytuł magistra inżyniera. Później w ramach pracy akademickiej nauczał informatyki m.in. w Śląskiej Akademii Medycznej.

## Spolszczenia

### Przygotowanie programów i dokumentacji
Roland Wacławek jest autorem spolszczeń wielu zagranicznych programów komputerowych. Wydawane przez niego tłumaczenia bywały wykonywane metodami zaawansowanej inżynierii odwrotnej, autor nie miał dostępu do kodów źródłowych programów a jedynie do ich plików binarnych. Przy okazji tych działań autor dokonywał koniecznych usprawnień np. dodając polskie litery, funkcje sortowania w zgodzie z polskim alfabetem i inne. Poprawiał też napotkane błędy, skutkiem czego jego spolszczone oprogramowanie mogło działać w pewnych przypadkach lepiej niż oryginał.
Dokumentacja papierowa do programów nie była tłumaczona, lecz pisana była przez Wacławka od zera.

### Kontrowersje
Wacławek miał rzekomo dokonywać spolszczeń bez wiedzy autorów oprogramowania, co budziło kontrowersje. W odniesieniu do programu Microsoft Word potwierdził to sam Wacławek na łamach prasy wskazując jednak, że wykonane przez niego tłumaczenia są odrębnym dziełem, które jako dodatek jest doinstalowywane do obcojęzycznego oprogramowania:
"Adaptacji tej RW dokonał bez zgody i wiedzy firmy Microsoft. (...) Formalnie RW nie sprzedaje programu MS-Word, lecz osobny program dostosowujący go do potrzeb klienta. Pochodzenie adaptowanej kopii MS-Word jest sprawą etyki użytkownika."
Rzekomo za konflikt z firmą Microsoft Wacławek miał być wyproszony z targów komputerowych Cebit'89 o czym jednakże informował wyłącznie właściciel firmy PRO-INFO, Janusz Gołuch, którą Wacławek wcześniej publicznie oskarżył o przywłaszczenie sobie jego prac.

### Zestawienie tłumaczeń i dokumentacji

#### Pakiety oprogramowania
| Oryginalne oprogramowanie | Polski tytuł  | Dokumentacja |
| ------------------------- | ------------- | --- |
| Microsoft Windows 1.03    | Oficyna 1.032 | "OFICYNA wersja 1.032: podręcznik użytkownika", datowana na 3 maja 1988 |
| Microsoft Word 3.0        | Pelikan       | "PELIKANL: Podręcznik użytkownika", datowana na 12 grudnia 1987 |
| Aldus Pagemaker 1.0       | Drukarnia     | |
| Micrografx In*a*vision    | Kreślarz      | |
| dBase III Plus            | Polonus       | "dBase Polonus: Polskojęzyczna adaptacja systemu dBase III Plus", wydana w dwóch częściach: - Część I: Podręcznik użytkownika - datowana na 21 grudnia 1988 - Cześć II: Spis zleceń i funkcji - datowana na 21 grudnia 1988                                                                                       |
| Clipper                   | Sarmata       | "Clipper Sarmata: Polskojęzyczna adaptacja systemu Clipper'87", wydana w trzech częściach datowanych na 27 września 1988: - "Podręcznik użytkowania cześć I" - "Podręcznik użytkowania cześć II" - "Podręcznik użytkowania cześć III"                                                                             |
| Ashton-Tate Framework IIP | Framework     | "Zintegrowany pakiet oprogramowania Framework IIP", wydana w kilku częściach: - "Język programowania FRED" cześć pierwsza datowana na 14 maja 1987 - "Wprowadzenie" - dateowane na 17 maja 1987 - "Podstawy użytkowania" - datowane na 30 sierpnia 1987 - "Przewodnik użytkownika" - datowany na 17 września 1987 |
| Hammerlab Lettrix         | Drukarz       | |
| Borland SideKick 2        | SideKick-P    | |

W 1988 roku Ministerstwo Edukacji Narodowej zleciło firmie Microwac przygotowanie pakietu oprogramowania dla szkół. W skład pakietu weszły Oficyna, Drukarnia, Kreślarz, Polonus, Sarmata,  Framework uzupełniony o Drukarza oraz dodatkowo program Kopher, który był autorskim oprogramowaniem służącym do drukowania zawartości ekranu karty graficznej Hercules.

#### Spolszczone nazwy programów wchodzących w skład Windows
| Program                         | Polski tytuł | Funkcja                                |
| ------------------------------- | ------------ | -------------------------------------- |
| Executive                       | Dyspozytor   | Zarządzanie plikami dyskowymi          |
| Clock                           | Zegar        | Czasomierz na puplicie                 |
| Notepad                         | Notatnik     | Podręczny edytor tekstu                |
| Calculator                      | Kalkulatorek | Kalkulator                             |
| Paint                           | Grafik       | Edytor graficzny                       |
| Write                           | Edpol        | Uniwersalny edytor tekstu              |
| Cardfile                        | Kartoteka    | Podręczny bank danych                  |
| Program Information File Editor | Edytopif     | Edytor plików PIF                      |
| Control Panel                   | Operator     | Instalacja i dobór parametrów urządzeń |
| Spooler                         | Kolejka      | Inteligentna obsługa drukarki          |
| Calendar                        | Kalendarz    | Terminarz z elektronicznym alarmem     |
| Clipboard Viewer                | Schowek      | Narzędzie do wymiany danych            |
| Term                            | Terminal     | Program emulacji terminalu             |

### Istotne usprawnienia
- W adaptacji programu Word dodano pełną obsługę polskich znaków w zakresie operowania nimi w tekście oraz w zakresie wprowadzania ich z dowolnej standardowej klawiatury, zmodyfikowano działanie funkcji sortujących, spolszczono wewnętrzny język programowania stosowany przy emisji korespondencji seryjnej[19]
- Wacławek spolszczenie do Framework IIP wydał w pakiecie ze spolszczoną wersją Lettrix, który w oryginale nie współpracował z Framework. Dostosował Lettrix wprowadzając znaczące modyfikacje, zmieniając sposób serowania i usuwając błędy.[13]

### Charakterystyczne elementy tłumaczeń
- System pomocy w programach w oryginale nazywany "help" Wacławek tłumaczył jako "sufler"[20]
- Tłumaczenie "calculator" do formy zdrobniałej "kalkulatorek" w Oficynie[2] oraz w SideKick-P[20]
- W czasach wykonywania tłumaczeń przez Wacławka nie istniało jeszcze tłumaczenie "click" jako "kliknięcie", Wacławek więc o zwalnianiu i naciskaniu przycisku myszy, albo po prostu używaniu myszy. W przypadku "double click" stosował pojęcie "dubletowego wciśnięcia".

## Publikacje

### Książkowe
- InforMik - Szkoła mikroelektroniki, Związek Harcerstwa Polskiego, Główna Kwatera, Wydział Nauki i Rozwoju Zainteresowań, 1985
- Mój mikrokomputer ZX Spectrum, Młodzieżowa Agencja Wydawnicza, 1987
- Z mikrokomputerem na co dzień, Warszawa, Nasza Księgarnia, 1987
- Proste radioodbiorniki, Nasza Księgarnia, 1988
- ABC asemblera, Warszawa, Studencka Oficyna Wydawnicza ZSP Alma-Press, 1988
- Podręcznik programowania w języku Turbo-Pascal 4.0, 1988
- Przewodnik po mikroinformatyce, Warszawa, Wydawnictwa Szkolne i Pedagogiczne, 1989
- Programowa obsługa drukarek laserowych, Komputerowa Oficyna Wydawnicza Help, 1992
- NetWare Lite dla każdego: obejmuje wersje 1.0 i 1.1 oraz NetWare Lite for Windows, Komputerowa Oficyna Wydawnicza Help, 1993
- Windows od kuchni: poradnik programisty, Komputerowa Oficyna Wydawnicza Help, 1993
- Magic: wstęp do programowania, Intersoftland, 1994

### Artykuły w czasopismach
- Komputer
  - Ujarzmianie myszki cz. 2, 1988, nr 9, str, 35-36
  - Rekonstrukcja[2], 1989, nr 2, str 29-31
- Młody Technik
  - Komputery Osobiste, 1984, nr.12, s.16-30
- Młody Technik - InforMik
- Biuletyn Ogólnopolskiego Klubu Mikroinformatyki InforMik